# Roseau (rivière des États-Unis)
Pour les articles homonymes, voir Roseau (homonymie).
Le Roseau est un cours d'eau qui prend sa source dans l'État du Minnesota aux États-Unis.
Le Roseau s'écoule en direction du nord-ouest. Elle franchit la frontière canadienne et continue son parcours jusqu'à sa confluence avec la Rivière Rouge à la hauteur de la ville de Montcalm.
Ses eaux contribuent au bassin fluvial de la rivière Rouge, du lac Winnipeg et du fleuve Nelson.
Son nom lui fut donné par les explorateurs français et coureurs des bois canadiens-français quand ils arpentaient cette région septentrionale de la Louisiane française et des Grands Lacs, à l'époque de la Nouvelle-France.